# Four Wives
Four Wives is een Amerikaanse dramafilm uit 1939 onder regie van Michael Curtiz. In Nederland werd de film destijds uitgebracht onder de titel Huwelijksproblemen.

## Verhaal
Drie zussen spannen samen om een vriend te vinden voor hun vierde zus. Haar echtgenoot heeft onlangs zelfmoord gepleegd. De weduwe denkt bovendien dat ze zwanger is van haar overleden man. Toch weigert ze het huwelijksaanzoek van de charmante Felix Dietz.

## Rolverdeling
| Acteur         | Personage               |
| -------------- | ----------------------- |
| Priscilla Lane | Ann Lemp Borden         |
| Rosemary Lane  | Kay Lemp                |
| Lola Lane      | Thea Lemp Crowley       |
| Gale Page      | Emma Lemp Talbot        |
| Claude Rains   | Adam Lemp               |
| Jeffrey Lynn   | Felix Dietz             |
| Eddie Albert   | Dr. Clinton Forrest jr. |
| May Robson     | Tante Etta              |
| Frank McHugh   | Ben Crowley             |
| Dick Foran     | Ernest Talbot           |
| Henry O'Neill  | Dr. Clinton Forrest sr. |
| John Garfield  | Mickey Borden           |
| Vera Lewis     | Mevrouw Ridgefield      |
| John Qualen    | Frank                   |